# Cristina Sofia de Reventlow
Cristina Sofia de Reventlow, coneguda també amb el nom de Cristina Sofia Holstein que va prendre del seu segon marit— (Haderslev, Dinamarca, 30 d'octubre de 1672 -Fuirendal, 27 de juny de 1757) era filla del comte i Primer Ministre danès Conrad de Reventlow (1644-1708) i d'Anna Margarida Gabel (1651-1678), una família de l'alta aristocràcia danesa. La seva germana Anna Sofia Reventlow va ser la segona dona del rei Frederic IV de Dinamarca, cosa que li va permetre tenir una notable influència política en la Cort danesa. En morir el seu primer marit, el 1699 va mantenir els dominis de Bolle i Møgelkær a Horsens, a més dels que heretà després del seu pare a Seekamp (Ducat de Schleswig).
El 14 de setembre de 1688) es va casar amb el comte Niels de Friis (1665-1699), fill de Mogens de Friis (1623-1675) i d'Anna Maria d'Offenberg. Fruit d'aquest matrimoni en nasqueren:
- Lluís Frederic (1691-1698)
- Cristià (1691-1763), casat amb Olegarda Gersdorff (1687-1734)
- Carlota Amàlia (1692-1750), casada primer amb Baltasar Frederic d'Oertzen i després amb Otó Blome (1684-1738)
- Lluís Frederic (1698)
- Conradina Cristina (1699-1723), casada amb el comte Cristià de Danneskiold-Samsoe (1702-1728).

El 24 de desembre de 1700 es va tornar a casar amb el cosí el comte Ulric Adolf de Holstein (1664-1737), fill del coronel Adam Cristòfol de Holstein i de Caterina Cristina Reventlow. D'aquest segon matrimoni en nasqueren:
- Lluïsa Frederica, nascuda el 1703 i casada amb Joaquim de Brockdorff (1695-1763).
- Anna Caterina (1703)
- Frederic Conrad (1704-1749), casat amb Llúcia Enriqueta Blome (1713-1772)
- Cristòfol Adam (1706)
- Cristià Ditlev (1707-1789), casat amb Caterina Elisabet de Holstein (1712-1750).
- Adolf Ulric (1708)